# Visudo
Visudo é um comando do sistema operacional Unix que permite a edição do arquivo sudoers de uma forma segura, realizando verificações e se há erros de sintaxe. O arquivo sudoers permite aos usuários executar um subconjunto de comandos ao mesmo tempo que os privilégios do usuário root são atribuídos.
A sintaxe deste comando é: visudo [c] [-q] [-s] [-V] [-f sudoers].